# Colette Besson
Colette Besson (Saint-Georges-de-Didonne, 1946. április 7. – Angoulins, 2005. augusztus 9.) olimpiai bajnok francia atlétanő, futó.

## Pályafutása
Megnyerte a 400 méteres síkfutás versenyét az 1968-as mexikóvárosi olimpiai játékokon. A döntőben mindössze egy tized másodperccel előzte meg a brit Lillian Boardot.
Egy évvel később két ezüstérmet nyert az Európa-bajnokságon. A francia váltóval négyszer négyszázon lett második, továbbá a 400 méteres síkfutás döntőjében is másodikként zárt. Utóbbin honfitársával, Nicole Duclos-szal tizedmásodpercre azonos időeredménnyel ért célba. Végül célfotó döntötte el a végeredményt.
1971-ben aranyérmes volt a mediterrán játékokon 400 méteren. 1972-ben részt vett a müncheni olimpián, azonban nem ért el jelentősebb sikereket. 1977-ben befejezte aktív sportpályafutását.

## Egyéni legjobbjai
- 200 méteres síkfutás - 23,4 s (1969)
- 400 méteres síkfutás - 51,79 s (1969)
- 800 méteres síkfutás - 2:03,3 s (1971)

## Halála
2005. augusztus 9-én hunyt el rákban, két évvel azt követően, hogy diagnosztizálták nála a betegséget. Két lánya van, Sandrine és Stéphanie.